# Бюллетень Кинопрокатчика
1. перенаправление Бюллетень кинопрокатчика